# サイバーパンク
サイバーパンク（英: cyberpunk）は、近未来のディストピアを舞台としたサイエンス・フィクション（SF）のサブジャンルである。人工知能やサイバーウェアなどのテクノロジーが高度に発達した社会で、抑圧的な支配や腐敗した体制などのディストピアに反抗する姿勢が描かれる。
サイバーパンクの多くは、1960年代から1970年代のニュー・ウェーブ運動に根ざしている。この用語は、ブルース・ベスキの短編小説『サイバーパンク』（1983年）が初出である。ウィリアム・ギブスンの小説『ニューロマンサー』（1984年）は、サイバーパンクをジャンルとして確立することに大きく貢献した。その他の影響力が大きいサイバーパンク作家として、ブルース・スターリングやルーディ・ラッカーなどがいる。
代表的なサイバーパンク映画として、フィリップ・K・ディックの小説『アンドロイドは電気羊の夢を見るか?』を原作としたリドリー・スコット監督の映画『ブレードランナー』（1982年）がある。日本のサイバーパンクのサブジャンルは、1982年に大友克洋の漫画『AKIRA』の連載開始と共に始まり、1988年のアニメ映画化を経て普及した。サイバーパンクはゲーム、音楽、ファッションなどにも影響を与えている。

## 起源
サイバーパンクは、1960年代から1970年代のニュー・ウェーブ運動が起源である。SF雑誌『ニュー・ワールズ』とその編集長のマイケル・ムアコックがニュー・ウェーブ運動を促進し、サイバーパンクのジャンルの創設に貢献した。この運動を通して、従来のSFのような明るく美しい未来像ではなく、テクノロジーの発展とそれに伴う社会の衰退が描かれるようになり、現実世界における社会問題が可視化されていった。
フィリップ・K・ディックの1968年の小説『アンドロイドは電気羊の夢を見るか?』と、この小説に様々な要素を加えて映画化した『ブレードランナー』は、活気と退廃という相反するイメージを提示し、後のサイバーパンク文化に大きな影響を与えた。サミュエル・R・ディレイニーの1968年の小説『ノヴァ』には人間とコンピュータの接合というサイバーパンクでよく見られるテーマが盛り込まれており、サイバーパンク文学の先駆けであると考えられている。
「サイバーパンク」という用語は、1980年に執筆され、1983年に『アメージング・ストーリーズ』に掲載されたブルース・ベスキの短編小説『サイバーパンク』が初出である。ベスキは、「サイバー」や「テクノ」などの語幹と、社会的に間違った方向に進む若者を指す用語を、調和のとれたものが見つかるまで組み合わせてこの用語を作り出した。ベスキはその考えについて、「私のコンピュータを廃棄した子供たち、そして彼らの子供たちは、ティーンエイジャーの倫理観の欠如と、私たち大人が推測することしかできない技術的な堪能さを兼ね備えた、厄介な子供たちになるだろう。さらに、21世紀初頭の親やその他の大人の権力者は、本当に『話すコンピュータ』に育った最初の世代のティーンエイジャーへの対応力がひどく欠けてしまっているだろう」と述べた。
この用語は、『アイザック・アシモフズ・サイエンス・フィクション・マガジン』の編集長であるガードナー・ドゾワが社説で取り上げたことによって普及した。その後、ドゾワはこの用語を自身の著作の中で使用し始め、特に『ワシントン・ポスト』の記事では「この世で気ままな美の流派に最も近いものは、奇妙で鋭く描写したハイテク製品の提供者であり、これは『サイバーパンク』と呼ばれることもある」と述べている。
ウィリアム・ギブスンの1984年の小説『ニューロマンサー』は、コンピュータが人々の生活に浸透し始める時期において未来のコンピュータに対するイメージを具現化し、多くのクリエイターを刺激した。この小説のヒットをきっかけに同様の世界観をもった作品が登場するようになり、サイバーパンクのジャンルの確立に大きく貢献した。
ブルース・スターリングもサイバーパンクのジャンルにおいて中心的な役割を果たした作家である。1986年、スターリングはサイバーパンク小説集『ミラーシェイズ』を編集し、自身の視点からサイバーパンクとは何なのかを確立しようとした。
ギブスンとスターリングは合作で「ディファレンス・エンジン」を発表している。

## スタイルと精神
サイバーパンク運動における主要な人物として、ウィリアム・ギブスン、ニール・スティーヴンスン、ブルース・スターリング、ブルース・ベスキ、パット・キャディガン、ルーディ・ラッカー、ジョン・シャーリーなどがいる。『アンドロイドは電気羊の夢を見るか?』の著者であるフィリップ・K・ディックが、この運動の形を前もって表していたと考える者もいる。
サイバーパンク作品には推理小説の技法がたびたび用いられており、雰囲気はフィルム・ノワールに近い。このジャンルのディストピア的な空想は、1940年代から1950年代にかけて人気があったユートピア的な空想とは真逆のものであるとされることが多い。ギブスンは1981年の短編小説『ガーンズバック・コンティニュアム』でサイバーパンクのユートピア的なSFに対する反感を定義した。この小説では、ユートピア的なSFを揶揄しつつ、非難もしている。
『ブレードランナー』では、サイバーパンクの典型的なスタイルとテーマを見ることができる。コンピュータゲームやボードゲーム、また『サイバーパンク2.0.2.0.』や『シャドウラン』のようなテーブルトークRPGでは、サイバーパンクの小説や映画に大きく影響を受けたストーリー展開になることが多い。1990年代初頭からは、サイバーパンクに分類されるファッションや音楽も流行し始めた。サイバーパンクの漫画やアニメは日本で盛んであり、『AKIRA』、『攻殻機動隊』、『カウボーイビバップ』などが知られる。

### 設定
サイバーパンクの物語には人工知能、ハッカー、巨大企業との対立が含まれることが多く、遠い未来や宇宙よりも、近未来の地球を舞台とする傾向がある。さらに、脱工業化社会のディストピアで大規模な文化的混乱が起こったり、開発者が予想もしなかったような方法で技術が使用されたりすることが多い。ブルース・スターリングは、自身が編集した『ミラーシェイズ』の中で、「サイバーパンクでは、特定の中心的なテーマが繰り返し登場する。義肢、埋め込まれた回路、整形手術、遺伝子変化などの身体への侵略というテーマや、脳コンピュータ・インターフェース、人工知能、神経化学、そして人間の本質や自己の本質を根本的に再定義する技術などの、さらに強力な精神への侵略というテーマがある」と説明した。また、物語の展開の多くがサイバースペース上で行われ、現実と仮想現実の境界線が曖昧になっているものもある。
一般的には、発達しすぎたテクノロジーと新たな権力による抑圧的な支配により人々の心が荒廃する世界で、現状に反抗しようとする姿勢が描かれる。作家・評論家のデイヴィッド・ブリンは、「…（サイバーパンク作家を）よく見ると、彼らが描く未来社会は、政府が軟弱で情けないことがほとんどであることがわかる。…ギブスン、ウィリアムズ、キャディガンなどの人気のSF小説は、次の世紀におけるオーウェル風の権力の集中を描いているが、ほとんどの場合、権力は富裕層や企業のエリートの手中にこっそりと収められている」と述べている。『サイバーパンク2.0.2.0.』などを製作したマイク・ポンスミスは、サイバーパンク作品における共通点について、「サイバーパンク作品の主人公の大半は、社会的に弱い立場である。その中で、新しく発見された技術や誰も使ってこなかったような技術、再利用された技術を用いて巨大勢力と戦い、個人の自由を獲得する」と説明した。
日本はサイバーパンク作品における重要な要素である。1970年代から80年代は複数の日本企業が経済的に急成長した時代であり、アメリカでは、日本の巨大企業がアメリカ経済を支配することになるのではないかという恐怖が生まれ始めていた。また、同時期に日本の漫画やアニメの独特の世界観が知られるようになったこともあって、日本は異質な文化と思想をもち、悪事を働こうとする敵役としての地位を獲得した。『ブレードランナー』には当時のアメリカが日本に対して抱いていた恐怖が具現化されており、日本語の看板や日本の意匠が数多く見られる。このジャンルに関する日本の影響について、ギブスンは「現代の日本は本当にサイバーパンクだった」と述べている。
香港の街並みは『ブレードランナー』や『シャドウラン』など、様々なサイバーパンク作品の景観、雰囲気、設定に大きな影響を与えてきた。リドリー・スコットは、「香港の最悪な日」をイメージして、『ブレードランナー』のサイバーパンクなロサンゼルスの景観を作り上げた。映画『GHOST IN THE SHELL / 攻殻機動隊』の街並みは香港をベースにしており、監督の押井守は、「古いものと新しいものが複雑な関係で共存する」香港の奇妙で混沌とした街路は映画のテーマと適合すると感じた。無秩序な超都市化と伝統的な都市計画の失敗で知られる香港の九龍城砦は、サイバーパンクの景観にインスピレーションを与えている。イギリスの統治下にあった時代の香港は、イギリスと清の両方の政権から軽視されたことで、ディストピア的な状況における自由主義的な要素を体現した地域であった。西洋のサイバーパンクにおける東アジアとアジア人の描写は、東アジアによる支配に対するアメリカ人とヨーロッパ人の恐怖の感情を刺激し、人種差別的な比喩を助長させているとして、オリエンタリズム的であると批判されたり、「テクノオリエンタリズム」と呼ばれたりしてきた。

### その他の特徴
サイバーパンクの物語は、インターネットの進化を予測するフィクションであるとも考えられてきた。地球規模の通信ネットワークに関する記述は、World Wide Webが広く認識されるようになる前には既に存在したが、アーサー・C・クラークなどの伝統的なSF作家や、ジェームズ・バークのような社会評論家がそのようなネットワークが最終的に形成されるだろうと予測し始めたのは、それよりも前のことである。
サイバーパンク作品は女性や有色人種といった社会集団を除外する傾向があると指摘する者もいる。例えば、サイバーパンクは断片的で周縁化された美学を用いて、最終的に男性性に力を与えるような空想を描き、男性の無法者で占められる男性的なジャンルで頂点に達するという主張がある。一部の評論家は、典型的なサイバーパンク映画である『ブレードランナー』にはアフリカ系や黒人の人物に関する言及が一切ないことや、他のサイバーパンク映画がステレオタイプを強めていることを指摘している。

## メディア

### 小説
「サイバーパンク」という用語は、1983年に『アメージング・ストーリーズ』に掲載されたブルース・ベスキの短編小説『サイバーパンク』が初出である。ブルース・スターリングはファン雑誌『チープ・トゥルース』を通して、この運動の理論的な指導者となった。ジョン・シャーリーは、スターリングとルーディ・ラッカーの重要性に関する記事を執筆した。サイバーパンクという用語がドゾワによって世に広められる5年前に出版されたジョン・ブラナーの1975年の小説『ザ・ショックウェーブ・ライダー』は、一般的にサイバーパンクのジャンルと結びつけられる要素を多く含む初めての小説であると考えられている。
ウィリアム・ギブスンの小説『ニューロマンサー』（1984年）は後の様々な作品に影響を与え、サイバーパンクの近未来像を確立した。人体改造や強大な企業など、サイバーパンクを構成する要素の多くは、この小説が起点となっている。ジャーゴンファイルによると、「ギブスンはコンピュータや現代のハッカー文化についてほとんど何も知らなかったため、ハッカーが苛立たしいほどに無知で、かつ極めて刺激的であると感じる手法で、未来のコンピュータやハッカーの役割を推測することができた」という。
当初、サイバーパンクはSFの基準から根本的に逸脱したものであると受け入れられていた。しかし、その後すぐに、革命的な運動としてのサイバーパンクの立場に異議を唱え、物語の技法とスタイルに関しては1960年代のニュー・ウェーブSFの方が革新的であると述べる評論家が現れた。サイバーパンクに特有であるとされる特徴のほぼ全てが、実際はJ・G・バラード、フィリップ・K・ディック、ハーラン・エリスン、スタニスワフ・レム、サミュエル・R・ディレイニー、ウィリアム・S・バロウズなどといった年長の作家の作品に見られると指摘する者もいる。例えば、フィリップ・K・ディックの作品には社会の腐敗、人工知能、パラノイア、客観的・主観的事実の曖昧な境界線といったテーマが描かれることが多い。影響力が大きいサイバーパンク映画『ブレードランナー』（1982年）は、ディックの小説『アンドロイドは電気羊の夢を見るか?』を原作としている。

#### 評価・影響
SF作家のデイヴィッド・ブリンは、サイバーパンクを「SFのために行われてきた最高の無料宣伝キャンペーンだ」と表現している。ブリンは、サイバーパンクは「本物のパンク」を引き付けたわけではないかもしれないが、新規の読者を数多く引き付け、ポストモダンの文学評論家が魅力的に感じるような運動をある程度生み出したと考えており、サイバーパンクはSFを、学者にとってより魅力的なもの、そしてハリウッドと視覚芸術全体にとってより利益の大きいものにしたと主張している。
フレドリック・ジェイムソンは、サイバーパンクを「ポストモダニズムにおける最高の文学的表現ではないとしても、その後の晩期資本主義における最高の文学的表現」であると見なしている。
サイバーパンクは後進の作家に着想を与えており、『重力が衰えるとき』を書いたジョージ・アレック・エフィンジャーなどがサイバーパンクの概念を自身の作品に取り入れた。雑誌『WIRED』は、現代のサイバーパンクファンの興味を引くために、最新のテクノロジー、芸術、文学、その他トピックを織り交ぜており、ポーラ・ヨーは「筋金入りのハッカー、マルチメディア中毒者、サイバーパンク、そしてセルラー愛好家が世界を征服する用意ができていることを証明している」と主張している。

### 映画・ドラマ
映画『ブレードランナー』（1982年）は2019年のディストピア的な未来を舞台としている。作中ではレプリカントと呼ばれる人工生物が宇宙の植民では奴隷として扱われ、地球では様々な賞金稼ぎの合法的な獲物となって「解任（抹殺）」される。最初に劇場で公開された時は大きな成功とはならなかったが、家庭用ビデオ市場ではファンを獲得してカルト映画となった。『ブレードランナー』の夜の街並みは、その後のサイバーパンク作品における定番の要素となった。サイバーパンク2.0.2.0.などを製作したマイク・ポンスミスは、「『ブレードランナー』が重要なのは、テクノロジーだけではなく、サイバーパンクが常に想起させるフィルム・ノワールの要素があったからである」と述べた。映画ではディックの原作小説の宗教的・神話的要素が省かれているため、小説よりも明確にサイバーパンクに分類されるようになっている。ウィリアム・ギブスンは初めてこの映画を観た時、当時執筆中だった『ニューロマンサー』で描いた情景と一致していることに驚いたと後に明かしている。
テレビドラマ『マックス・ヘッドルーム』（1987年）は、テレビ・ネットワークの寡頭体制によって支配される未来のディストピアを舞台とした、象徴的なサイバーパンク作品である。ストーリーでは、多くの場面でコンピュータのハッキングが中心的な役割を果たした。『マックス・ヘッドルーム』は「最初のサイバーパンクのテレビシリーズ」であると考えられている。
サイバーパンクの映画は『ブレードランナー』以来着実に数を増やしている。フィリップ・K・ディックの作品は他にも複数映画化されている。ウィリアム・ギブスンの短編小説を原作とした映画『JM』（1995年）や『ニューローズホテル』（1998年）はいずれも商業的・批評的に失敗した。その他のサイバーパンク映画には、『ロボコップ』（1987年）、『トータル・リコール』（1990年）、『ハードウェア』（1990年）、『バーチャル・ウォーズ』（1992年）、『マトリックス』シリーズ（1999年 - 2003年）『12モンキーズ』（1995年）、『サイバーネット』（1995年）、『ストレンジ・デイズ/1999年12月31日』（1995年）などがある。サイバーパンク映画の中には、ネオ・ノワールとSFまたはサイバーパンクを組み合わせたハイブリッド・ジャンルであるテック・ノワールに分類されるものもある。

### 漫画・アニメ
日本のサイバーパンクのサブジャンルは1982年に連載が始まった大友克洋の漫画『AKIRA』で始まり、1988年にアニメ映画化されたことで普及した。『AKIRA』は『攻殻機動隊』、『銃夢』、『カウボーイビバップ』などの漫画・アニメを中心に日本のサイバーパンク作品へ大きな影響を与えた。その他の初期の日本のサイバーパンク作品として、1982年の映画『爆裂都市 BURST CITY』、1985年のOVA『メガゾーン23』、1989年の映画『鉄男』などがある。
ポール・グラヴェットによると、『AKIRA』が出版された時、サイバーパンク文学はまだ日本語に翻訳されておらず、大友は横山光輝の漫画『鉄人28号』やバンド・デシネ作家のメビウスから明確に刺激を受けていたという。
ニュー・ウェーブSF文学にルーツがある西洋のサイバーパンクとは対照的に、日本のサイバーパンクはアンダーグラウンド音楽の文化、特に1970年代の日本のパンク音楽のシーンから生まれた日本のパンク・サブカルチャーにルーツがある。映画監督の石井聰亙は、パンクと関連する反乱と無秩序を描いた『高校大パニック』（1978年）や『狂い咲きサンダーロード』（1980年）などのパンク映画でこのサブカルチャーを日本に取り入れた。石井のパンク映画は、影響力が大きい大友のサイバーパンク作品『AKIRA』への道を開いた。
サイバーパンクのテーマは漫画・アニメで広く見られる。日本では、コスプレが人気で、ティーンエイジャー以外もこのようなファッションスタイルをするため、サイバーパンクは受け入れられており、その影響も広く及んでいる。初期のサイバーパンク運動に影響を与えたウィリアム・ギブスンの『ニューロマンサー』は日本で有数の工業地帯である千葉市を舞台としているが、小説を執筆している時点では、ギブスンは千葉市の場所を知らず、自身の未来像に完全に合致するかは分かっていなかった。1980年代にサイバーパンクの概念や作品に触れたことで、日本文化にもサイバーパンクが浸透するようになった。
サイバーパンクの漫画・アニメは、西洋のSFと共通する要素をもつ未来像を描いているため、日本以外でも国際的に受け入れられている。西洋のサイバーパンクは日本の要素を取り入れていることが多い。ウィリアム・ギブスンは日本を頻繁に訪れており、自身の日本に関するビジョンの多くが現実であることを知った。ギブスンは、「現代の日本は本当にサイバーパンクだった。日本人自身もそれを知り、喜んでいた。私は初めて渋谷を訪れた時のことを覚えている。私をそこへ連れていった若い東京のジャーナリストの1人が、高くそびえ立ち、商業情報が流れているメディアの光を顔いっぱいに浴びて『ほら、これがブレードランナーの街ですよ』と言った。そしてそうだった。それは間違いなくそうだった」と語っている。

#### 影響
『AKIRA』は漫画、アニメ、映画、音楽、テレビ、コンピュータゲームなど、様々な作品に影響を与えた。『AKIRA』は『マトリックス』、『クロニクル』、『LOOPER/ルーパー』、『ミッドナイト・スペシャル』、『インセプション』などのハリウッド映画や、『スナッチャー』、『メタルギア』シリーズ、Valve Corporationの『ハーフライフ』シリーズ、Don't Nodの『リメンバー・ミー』などのコンピュータゲームにも大きな影響を与えた。『AKIRA』はカニエ・ウェストが「ストロンガー」のミュージック・ビデオで『AKIRA』へ敬意を表したり、ルーペ・フィアスコが『AKIRA』の登場人物である島鉄雄の名前にちなんだアルバム『テツオ&ユース』を出したりするなど、ミュージシャンの作品へも影響を与えている。作中で主人公・金田正太郎が乗るバイクと同様のものは、スティーヴン・スピルバーグ監督の映画『レディ・プレイヤー1』やCD Projektのコンピュータゲーム『サイバーパンク2077』にも登場する。

マトリックス・コードのイメージ

『GHOST IN THE SHELL / 攻殻機動隊』（1995年）は多くの映画監督に影響を与えたが、その中で最も著名なのは『マトリックス』（1999年）とその続編を製作したウォシャウスキー兄弟である。『マトリックス』シリーズは、オープニングのクレジットから着想を得たマトリックス・コード、登場人物が首の後ろの穴からマトリックスにアクセスする方法など、この映画から複数の構想を取り入れた。ジェームズ・キャメロン監督の『アバター』や、スティーヴン・スピルバーグ監督の『A.I.』、ジョナサン・モストウ監督の『サロゲート』は他にも類似点が指摘されている。ジェームズ・キャメロンは『GHOST IN THE SHELL / 攻殻機動隊』からインスピレーションを受け、『アバター』にその影響があると述べた。
OVA『メガゾーン23』（1985年）は『マトリックス』との類似点が多数存在する。『銃夢』（1990年）は映画監督のジェームズ・キャメロンに大きな影響を与えており、キャメロンは2000年以降、『銃夢』の映画化を計画していた。その後、キャメロンは『銃夢』を実写映画化した『アリータ:バトル・エンジェル』の製作を務めている。

### コミック
1975年、バンド・デシネ作家のメビウスは、フランスの雑誌『メタル・ユルラン』に掲載されたダン・オバノン原作の『ロング・トゥモロー』で作画を担当した。これは、サイバーパンクの特徴的な要素をもつ初期の作品であり、フィルム・ノワールやハードボイルド犯罪小説の影響が見られる。ウィリアム・ギブスンは、このシリーズにおけるメビウスのイラストやその他の『メタル・ユルラン』のビジュアルが、小説『ニューロマンサー』に強い影響を与えたと述べた。このシリーズはサイバーパンクのジャンルに様々な影響を与えており、リドリー・スコット監督の『エイリアン』や『ブレードランナー』にも影響が見られる。メビウスは後に、アレハンドロ・ホドロフスキー原作の『アンカル』を1980年から1988年にかけて連載した。物語はジョン・ディフールという探偵の活躍を中心に展開しており、サイバーパンクを含め、SFの要素を多く取り入れている。メビウスはコンピュータ内の世界を描いた映画『トロン』（1982年）のデザインを担当した。
DCコミックスは、サイバーパンクの基礎をなす他の多くの作品と同時期に、フランク・ミラーの『ローニン』を1983年から1984年にかけて出版した。この作品は侍文化、格闘映画・格闘漫画のイメージを取り入れており、近未来のディストピアであるニューヨークを舞台としている。作中では、古代の日本の武士と、崩壊しつつある終末の都市の景観との繋がりが探られている。『ローニン』には『AKIRA』との類似点がいくつか存在する。『ローニン』は『サムライジャック』や『ティーンエイジ・ミュータント・ニンジャ・タートルズ』、『サイバーパンク2077』など、その後の多くの作品に影響を与えた。

### ゲーム
サイバーパンクのコンピュータゲームとして、『女神転生』シリーズ、『スナッチャー』、『メタルギア』シリーズ、『デウスエクス』シリーズ、『シンジケート』シリーズ、『System Shock』シリーズなどがある。『ブレードランナー』、『攻殻機動隊 GHOST IN THE SHELL』、『マトリックス』シリーズなどのゲームは、映画やロールプレイングゲーム（RPG）を原作としている。
サイバーパンクの名前を冠したRPGとして、マイク・ポンスミスが制作し、R. Talsorian Gamesが出版した『サイバーパンク』、『サイバーパンク2.0.2.0.』、『サイバーパンクv3.0』、『サイバーパンク・レッド』、そしてスティーブ・ジャクソン・ゲームズがガープスのシステムを用いて出版した『ガープス・サイバーパンク』がある。ポンスミスは、『サイバーパンク2.0.2.0.』を考案する上で参考にした作品として『ブレードランナー』を挙げた。Iron Crown EnterprisesはRPG『サイバースペース』を出版した。CD Projekt RedはTRPG『サイバーパンク2.0.2.0.』を原作としたオープンワールドの一人称視点シューティングRPG『サイバーパンク2077』を2020年12月10日に発売した。Steamのデータベースによると、『サイバーパンク2077』は2020年12月10日の発売直後、同時に100万3262人がプレイし、シングルプレイヤーコンピュータゲームにおける最大同時接続者数の記録を更新した。それまでは、2015年に記録された『Fallout 4』の47万2962人が最大であった。
サイバーパンクは、テーブルゲーム、ミニチュアゲーム、そしてゲームズワークショップの『ネクロムンダ』のようなボードゲームなどにも影響を与えた。1996年に発売された『Netrunner』は、TRPG『サイバーパンク2.0.2.0.』をベースに製作されている。1993年に発売されたサイバーパンクTRPG『トーキョーN◎VA』は、サイコロの代わりにトランプを用いる。

### 音楽
サイバーパンクの音楽は、『ニューヨーク1997』（1981年）や『ブレードランナー』（1982年）のようなサイバーパンク映画でのシンセサイザーを多用した譜面が起源である。ミュージシャンやアーティストの中には、その美的スタイルや音楽の内容から、サイバーパンクに分類される者もいる。このようなアーティストは、サイバーパンクの特徴であるディストピアの未来像や生体力学的なテーマを扱うことが多い。楽曲がサイバーパンクに分類されるバンドとしてPSYDOLL、フロント・ライン・アッセンブリー、Clock DVA、エンジェルスピット、ジグ・ジグ・スパトニックなどがいる。
サイバーパンクと通常は関わりがないミュージシャンが、サイバーパンクをテーマとしたアルバムを制作する場合もある。イギリスのシンガーソングライターであるゲイリー・ニューマンのアルバム『レプリカズ』、『ザ・プレジャー・プリンシプル』、『テレコン』は、フィリップ・K・ディックの作品に影響を受けている。クラフトワークの『人間解体』、『コンピューター・ワールド』は、いずれも人間がテクノロジーに依存するというテーマを取り上げている。ナイン・インチ・ネイルズのコンセプト・アルバム『イヤー・ゼロ〜零原点…』にもサイバーパンクの要素がある。フィア・ファクトリーのコンセプト・アルバムは、大部分が未来のディストピア、サイバネティックス、人間と機械の戦闘、仮想世界をベースとしている。ビリー・アイドルの『サイバーパンク』は、制作において、サイバーパンクの文学とサイバーデリック・カウンターカルチャーから大きな影響を受けている。サイバーパンクの物語が絡んだデヴィッド・ボウイのコンセプト・アルバム『アウトサイド』は、1995年のリリースの際に評論家から好意的な反応を得た。特定のサイバーパンク作品・作家からの影響を受けるミュージシャンも存在し、例えばソニック・ユースのアルバム『シスター』や『デイドリーム・ネイション』は、それぞれフィリップ・K・ディックやウィリアム・ギブスンの作品の影響を受けている。マドンナが2001年に実施したドラウンド・ワールド・ツアーはサイバーパンクのセクションで始まり、演奏のディストピア的な性質を強調する衣装、美学、舞台小道具が使用された。レディー・ガガは2020年のアルバム『クロマティカ』でサイバーパンクのペルソナと視覚効果を使用した。
ヴェイパーウェイヴとシンセウェイヴもサイバーパンクの影響を受けている。ヴェイパーウェイヴはサイバーパンクのもつメッセージに触発され、サイバーパンクのスタイルを含んだ資本主義のディストピア的な批評として解釈されている。シンセウェイヴはより表面的なレベルであり、サイバーパンクの起源の特徴をノスタルジックかつレトロフューチャー風に復活させた美学にのみ影響を受けている。

## 社会的影響

### 芸術・建築

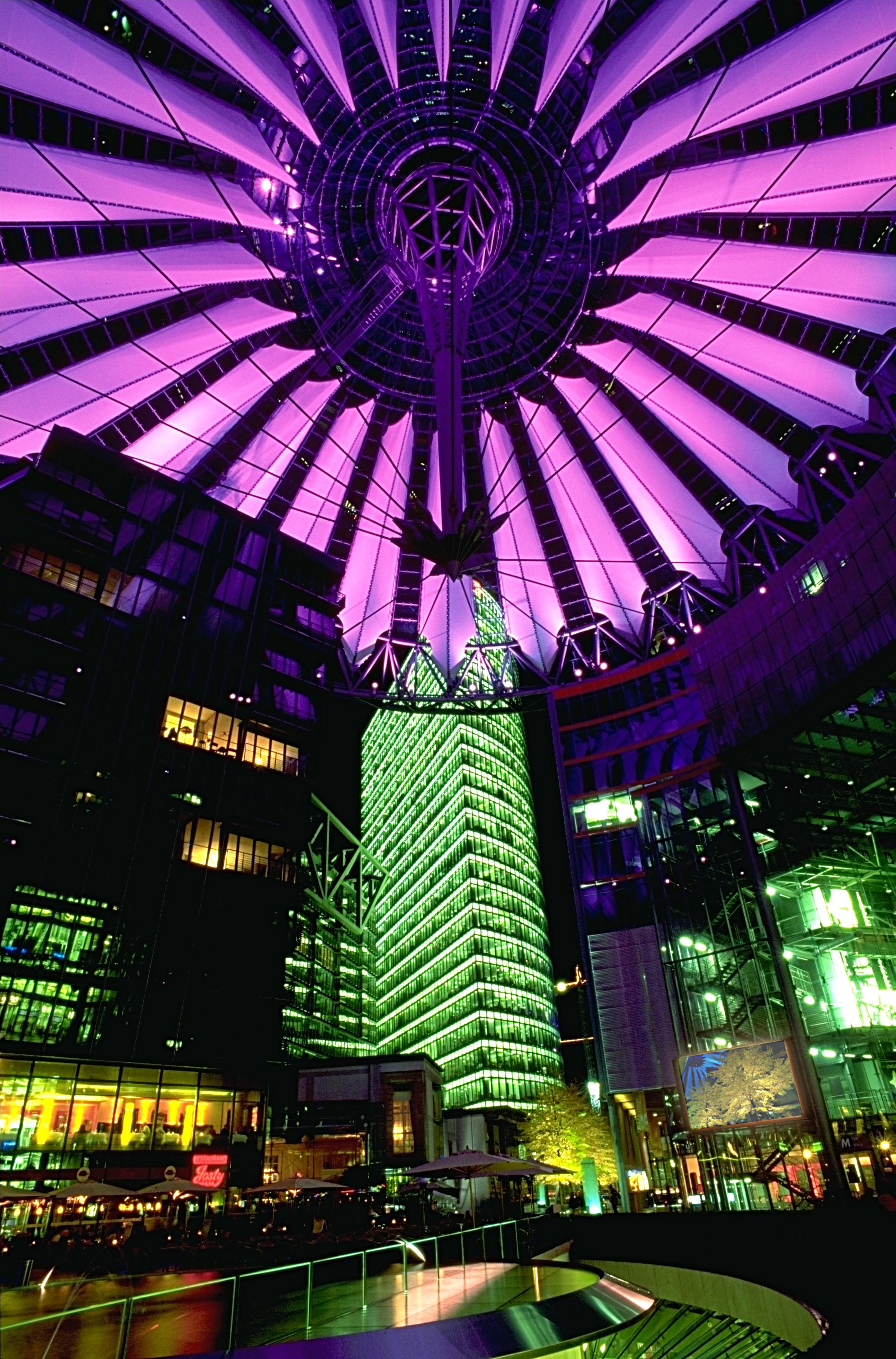
2000年にオープンしたベルリンのソニーセンターは、サイバーパンクの美学をもっているとされる。

作家のデヴィッド・スズキとホリー・ドレッセルは、ドイツ・ベルリンのポツダム広場にあるソニーセンターのカフェ、ブランド店、ゲームセンターを「サイバーパンクな企業・都市の未来像」と表現している。

### 社会とカウンターカルチャー
サイバーパンク作品から影響を受けたサブカルチャーの例として、1980年代後半から1990年代前半にかけてのサイバーデリック・カウンターカルチャーが挙げられる。サイバーデリックの支持者は「cyberpunks」を自称し、サイケデリック・アートやドラッグ運動とサイバーカルチャーのテクノロジーを融合させようとした。初期に支持していた人物として、ティモシー・リアリー、マーク・フラウエンフェルダー、R・U・シリウスなどがいる。この運動は、2000年のインターネット・バブルの崩壊に伴い、急速に衰退した。
サイバーゴスはサイバーパンク作品、レイブ、ゴスから影響を受けたファッションとダンスのサブカルチャーである。さらに、サイバーゴスのレイバーやゴスの影響を否定し、都会のストリートファッション、ポスト・アポカリプス、機能的な服装、ハイテクなスポーツウェア、戦術的なユニフォームからの影響を受けた独特なサイバーパンクのファッションも登場しており、このようなファッションは「テック・ウェア」「ゴス・ニンジャ」「テック・ニンジャ」などと呼ばれている。
香港の九龍城砦（1994年解体）は、当時の劣悪な生活環境が、都市の政治的・物理的・経済的孤立と相まってできたサイバーパンクやディストピアのスラムの典型として紹介されることが多く、その誕生の創意工夫に多くの学者が魅了された。

### サイバーパンクからの派生
様々なジャンルの作家がサイバーパンクの概念を含む作品を作り始めると、SFの新しいサブジャンルが現れた。代表的なサブジャンルの1つにスチームパンクがある。これは、時代錯誤のテクノロジーとサイバーパンクの暗いフィルム・ノワールの世界観を組み合わせ、歴史を改変させたヴィクトリア朝時代を舞台としている。この用語は、元々1987年ごろにティム・パワーズ、ジェイムズ・P・ブレイロック、K・W・ジーターの一部の小説を表現するためにジョークとして作り出されたが、ギブスンとスターリングが2人で共同執筆した小説『ディファレンス・エンジン』でこのサブジャンルに参入した時には、この用語も真剣に使用されるようになった。
1990年代初頭に生まれたサブジャンルとして、情報技術の代わりに生物工学を基盤としたバイオパンクがある。バイオパンクの作品では、機械的な手段ではなく、遺伝子操作によって人が変形する。

## 登録商標
アメリカでは、「Cyberpunk」という言葉はCD Projekt S.A.が所有する登録商標である。以前はR. Talsorian GamesがテーブルトークRPG『サイバーパンク2.0.2.0.』のために登録していた。R. Talsorian Gamesはその後、CD Projekt S.A.からライセンスを取得して、この商標をテーブルトークRPGに使用している。
ヨーロッパでは、CD Projekt S.A.はゲームで使用するため、ソニー・ミュージックエンタテインメントはゲーム以外で使用するために「Cyberpunk」の商標を所有している。